# Euptychia insolata
Espèce
 Euptychia insolata est une espèce de papillons de la famille des Nymphalidae et de la sous-famille des Satyrinae et du genre Euptychia.

## Dénomination
Euptychia insolata a été décrit par Arthur Butler et Herbert Druce en 1872.
Synonyme : Euptychia macrophthalma Staudinger, 1876.

### Nom vernaculaire
Euptychia insolata se nomme Insolata Satyr en anglais.

## Description
Euptychia insolata est un papillon au dessus beige avec l'ornementation du revers un peu visible en transparence.
Le revers est gris beige rayé de quatre lignes cuivrées, avec un gros ocelle noir cerclé de jaune et pupillé à l'apex de l'aile antérieure et un autre discret proche de lui et à l'aile postérieure un gros ocelle proche de l'angle anal et deux petits proches de l'apex tous noirs cerclés de jaune et pupillés.

## Biologie

### Plantes hôtes
La plante hôte de sa chenille est Neckeropsis undulata.

## Écologie et distribution
Euptychia insolata est présent au Nicaragua, à Panama et au Costa Rica,.

### Protection
Pas de statut de protection particulier